# Lozzo di Cadore
Lozzo di Cadore, Lozen im Kadurn en allemand, est une commune de la province de Belluno, dans la région Vénétie, en Italie.

## Administration
| Période                                  | Période | Identité | Étiquette | Qualité |
| ---------------------------------------- | ------- | -------- | --------- | ------- |
|                                          |         |          |           |         |
| Les données manquantes sont à compléter. |         |          |           |         |

### Communes limitrophes
Auronzo di Cadore, Domegge di Cadore, Lorenzago di Cadore,  Vigo di Cadore